# ETA (azienda)
ETA SA Manufacture Horlogère Suisse è un'azienda svizzera produttrice di movimenti per orologi, al quarzo e meccanici.

## Storia

### Prime attività (1793-1900)
La storia di ETA, agli inizi, è piuttosto frammentata e costellata di numerose collaborazioni.

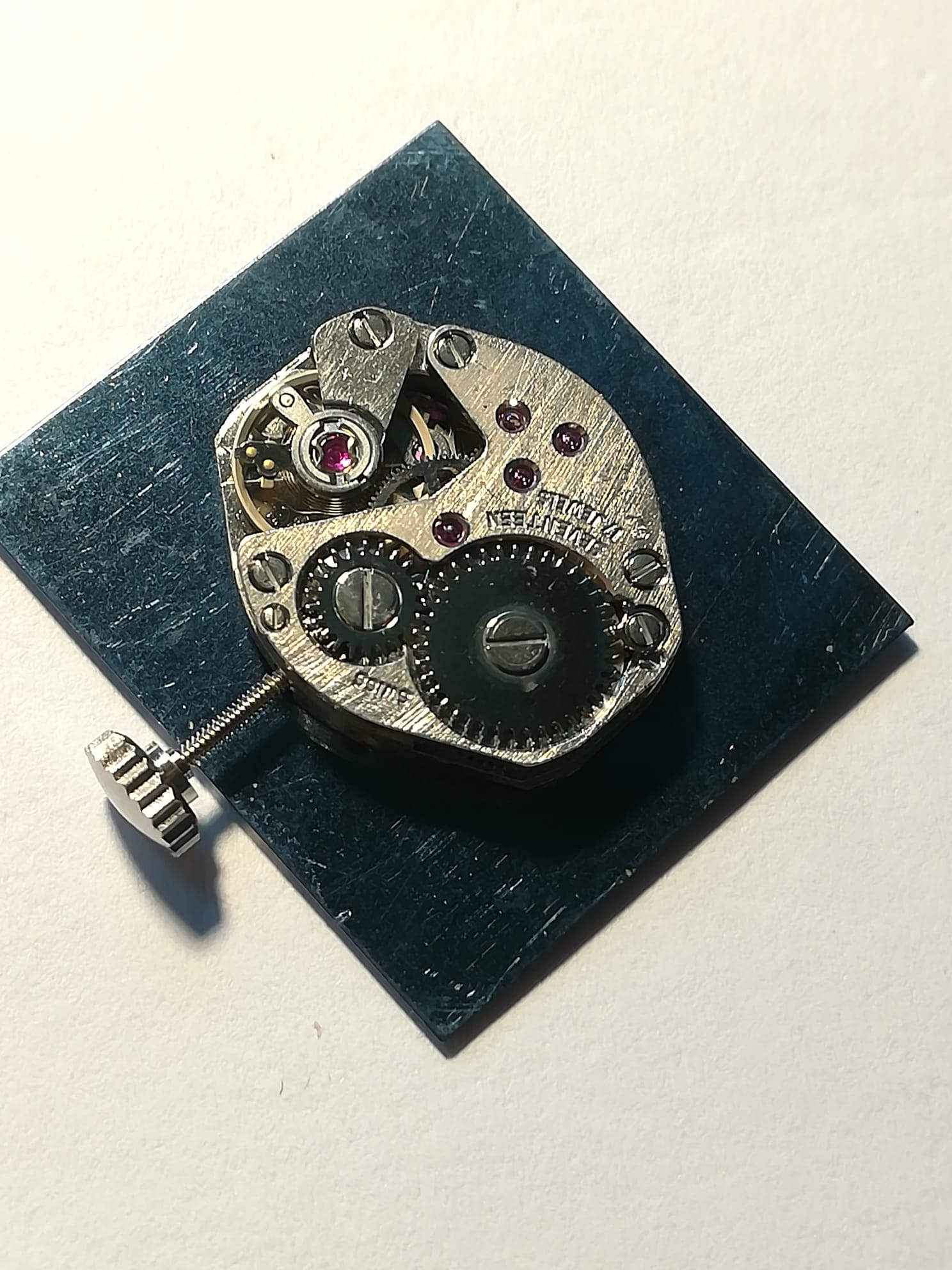
Movimento FHF 69, datato 1970 circa

Nel 1793 vengono realizzati primi movimenti dalla Fabbrica orologiera di Fontainemelon (Canton Neuchâtel), la quale si affidò ai fratelli Isaac e David Benguerel e ai loro soci Francois e Juline Humbert-Droz. Nasce così la FHF, acronimo di Fabrique d'Horlogerie de Fontainmelon, che inizia a produrre i primi movimenti attorno al 1815-1816.
Nel 1856 viene fondata la Maison orologiera Eterna, a Grenchen, la quale, tra il 1922 e il 1923, apre una divisione, di nome ETA, col compito di realizzare calibri. Il marchio ETA viene così registrato a Grenchen da Schild Frères & Cie (fratelli Schild & Co.).

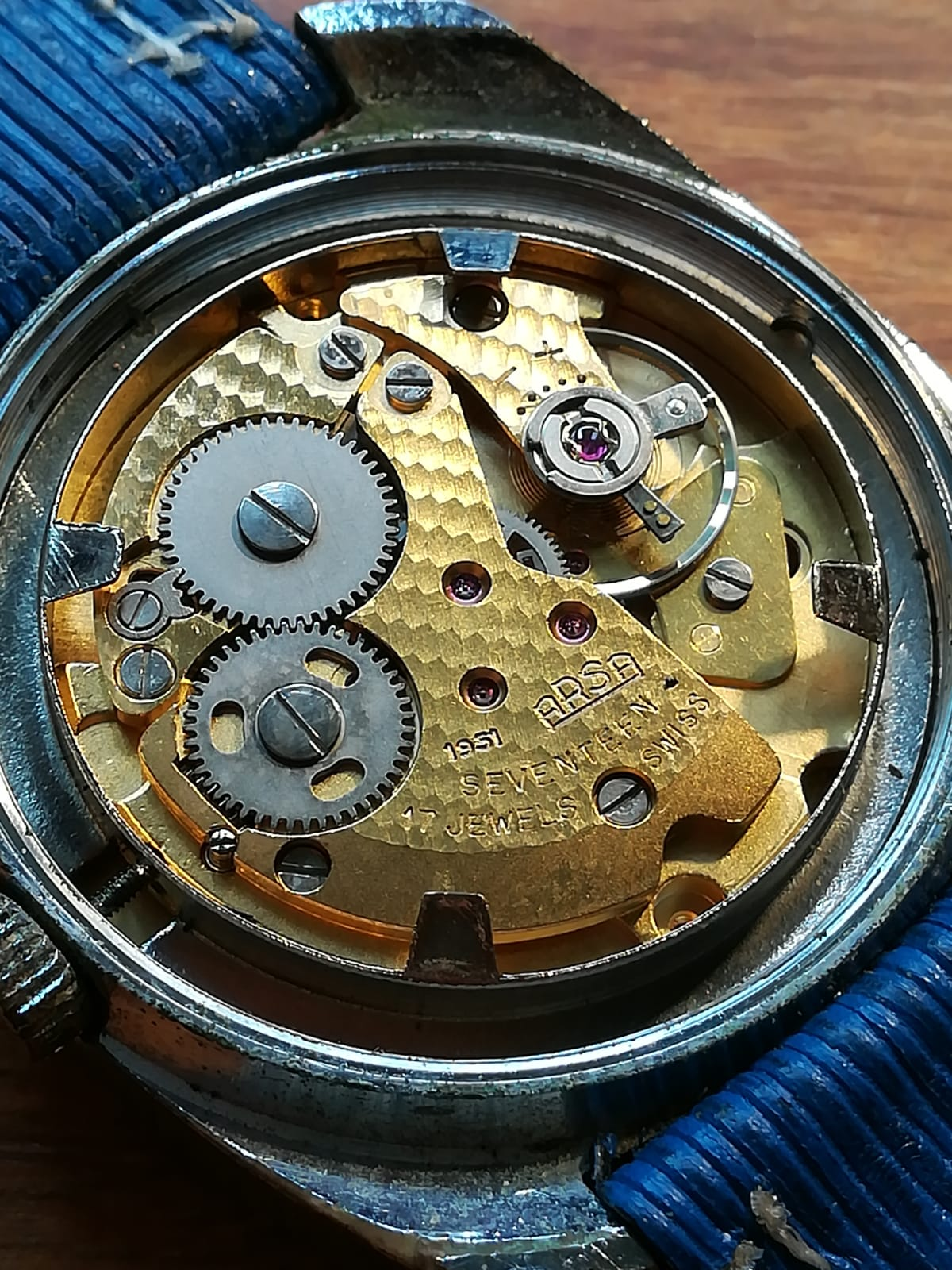
Movimento meccanico ARSA 1951 realizzato da AS, primi anni Settanta del Novecento

Parallelamente, nei primi trent'anni del Novecento, nascono altre aziende che realizzano movimenti per orologi come Valjoux, specializzata nella creazione di calibri cronografici; AS (fondata da Adolph Schild, uno dei fratelli dei fondatori di ETA); Unitas, FEF (Fabrique d'Ebauches de Fleurier), Felsa, Peseux (fondata da Charles Berner).

### La nascita di ESA e di ASUAG (1920-1930)

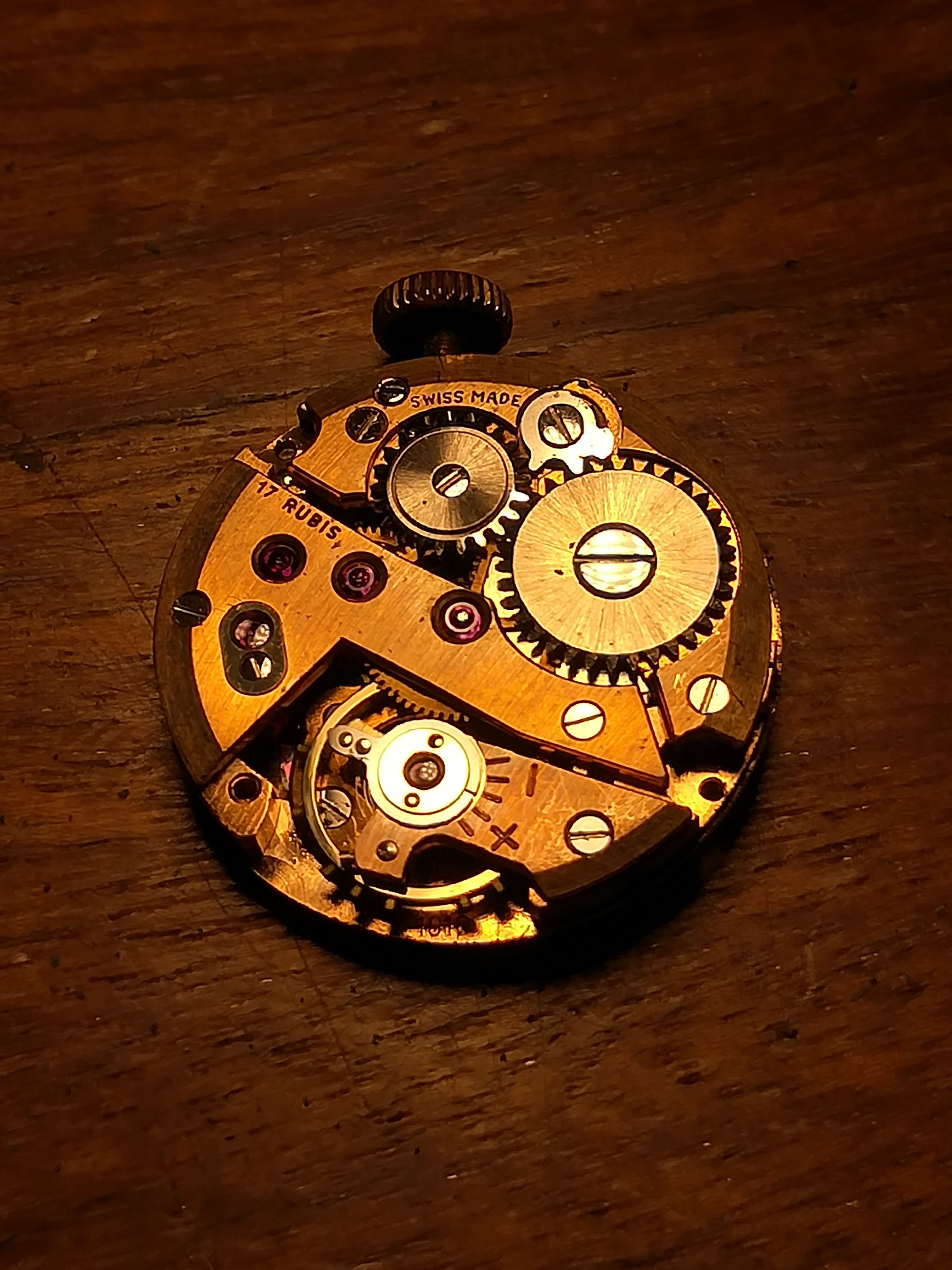
ETA 1010, fine 1940 - inizio 1950

Nel 1925 FHF si unisce ad A. Michel e AS e diventano soci fondatori nel 1926 di Ebauches SA (ESA), la cui sede è a Neuchâtel. ESA diventa quindi una holding, e inizia ad aggregare numerose aziende del settore, nonostante queste mantengano la propria denominazione nella realizzazione dei propri calibri: nel 1928 vengono acquisite Venus (specializzata nella produzione di calibri cronografici) e Felsa, arrivando a controllare oltre l'80% della produzione di tutte le ébauche per orologi. Per contrastare la crisi economica del 1929, nel 1931, ESA diventa socio fondatore di ASUAG (“Allgemeine Schweizerische Uhrenindustrie AG”), che diventa il più grande gruppo orologiero svizzero del periodo, comprendendo non solo produttori di movimenti, ma anche di spirali e di altre componenti orologiere. Il gruppo viene creato anche grazie all'aiuto finanziario delle banche.
Nel 1932 ESA acquisisce ARSA, Landeron, FEF e Unitas, (quest'ultima era stata acquisita da ARSA nel 1926), nel 1933 Peseux, mentre nel 1944 Valjoux.

### La rivoluzione del quarzo (1970-1980)
ESA, proprietaria di tutti i marchi di calibri sopracitati, li lasciava operare in modo indipendente.
Negli anni 1970 ASUAG ingloba il marchio Eterna, il quale, al suo interno, aveva creato il comparto ETA per produrre movimenti e fornirli anche a terze parti. Successivamente ETA diventa parte del gruppo ESA, e i movimenti prodotti a partire da quegli anni (soprattutto al quarzo) manterranno il doppio marchio ESA/ETA. Nel 1995 Eterna verrà poi venduta a Porsche Design, mentre ETA rimarrà inglobata in ESA.
Nel corso degli anni ETA si afferma come produttrice di movimenti di buona qualità, forniti a moltissime realtà. A fine anni quaranta/inizio Cinquanta debuttano i primi automatici di casa ETA, che portano con sé l'Etarotor, un rotore di carica brevettato. A fine anni Sessanta il gruppo ESA si concentra nella realizzazione di un movimento al quarzo, per cercare di contrastare il successo che Bulova ha avuto a partire dagli anni Sessanta con l'Accutron, il quale prevedeva un movimento a diapason alternativo ai movimenti meccanici in voga fino a quel periodo. ESA concentra le sue forze nel CEH, il Centre Electronique Horloger di Neuchâtel, del quale ESA è il maggiore azionista. Vengono così realizzati i prototipi Beta 1 e Beta 2, mentre il movimento definitivo presentato al grande pubblico nel 1970 prende il nome di Beta21. Ciononostante Seiko aveva già presentato, nel dicembre 1969, un suo orologio al quarzo (il Seiko 35 SQ Astron), che, rispetto al calibro Beta21, aveva un meccanismo più economico da realizzare, meno sofisticato, più facile da realizzare, più compatto e meno soggetto a rotture. Ben presto le numerose realtà orologiere svizzere che avevano partecipato alla realizzazione di un meccanismo al quarzo abbandonano il consorzio (fanno così ad esempio Longines e Rolex, per dedicarsi autonomamente allo sviluppo di un proprio calibro a batteria). Nel frattempo ETA continua a realizzare movimenti meccanici (alcuni dei quali utilizzati ancora oggi, come il 2824-2, il 2836 e il 2892).
Ad inizio anni Settanta, Peseux realizza il 7001, un solotempo a carica manuale di dimensioni e spessore piuttosto contenuti, che nel corso dei decenni è stato incassato da numerose aziende quali Universal Genève, Blancpain, Omega, Girard-Perregaux, Longines, Tissot, Paul Picot, Mido, Eberhard, Nomos, Bucherer, Rado, Cuervo y Sobrinos, Favre Leuba, Bell & Ross, Montblanc, Baume et Mercier, Chronoswiss, Maurice Lacroix, Louis Erard. Alcune di queste aziende lo incassavano dopo averlo rifinito con maggior cura e averne modificato il disegno dei ponti. Lo stesso calibro è stato poi replicato anche dall'azienda produttrice di calibri La Joux-Perret (del gruppo Citizen), chiamandolo D100.
A fine anni Settanta ETA diventa la più grande azienda produttrice di movimenti e sviluppa il calibro a quarzo Delirium, prodotto per Longines, Concorde, Eterna e IWC.
Nel 1983 la holding ASUAG viene unita ad un altro grande gruppo orologiero, SSIH, nato negli anni Trenta, da Omega, Tissot e Lemania. Questa unione è stata realizzata al fine di contrastare la crisi dell'orologeria tradizionale elvetica. Dalla fusione tra ASUAG e SSIH nasce così SMH. Nello stesso periodo, l'imprenditore e appassionato Nicolas Hayek crea Swatch, la quale avrà un ruolo centrale nel salvare l'orologeria svizzera tradizionale grazie alle sue massicce vendite di orologi al quarzo in plastica.

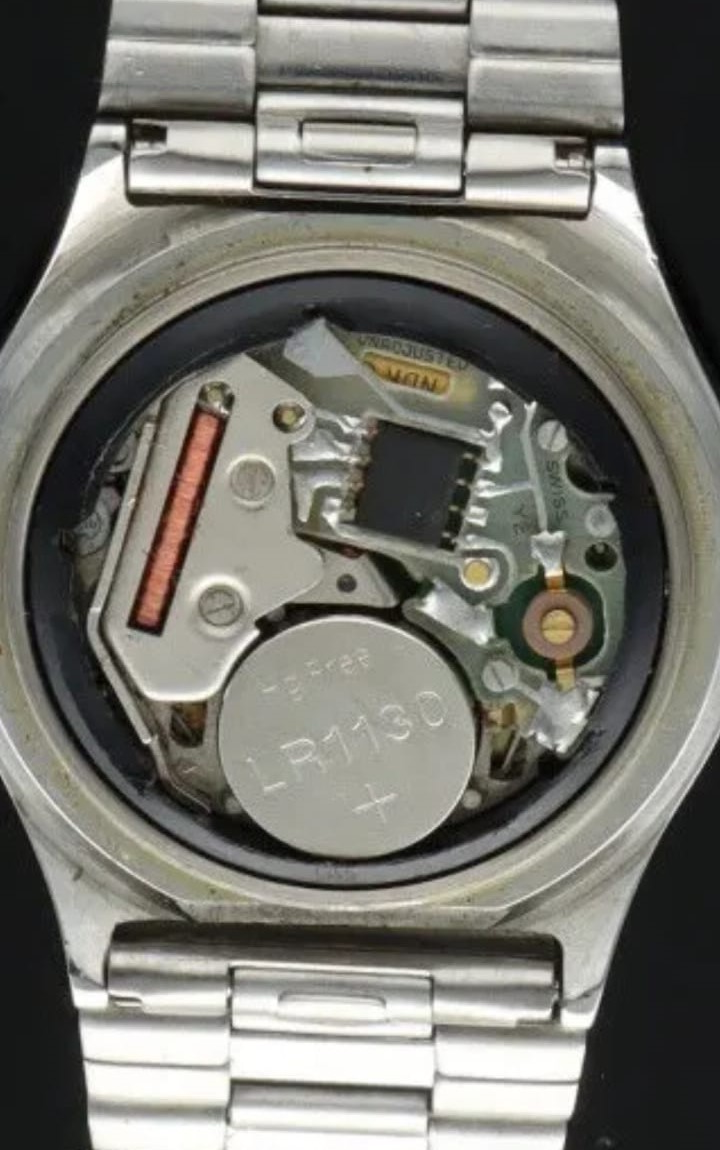
ETA 9362, primi anni Ottanta

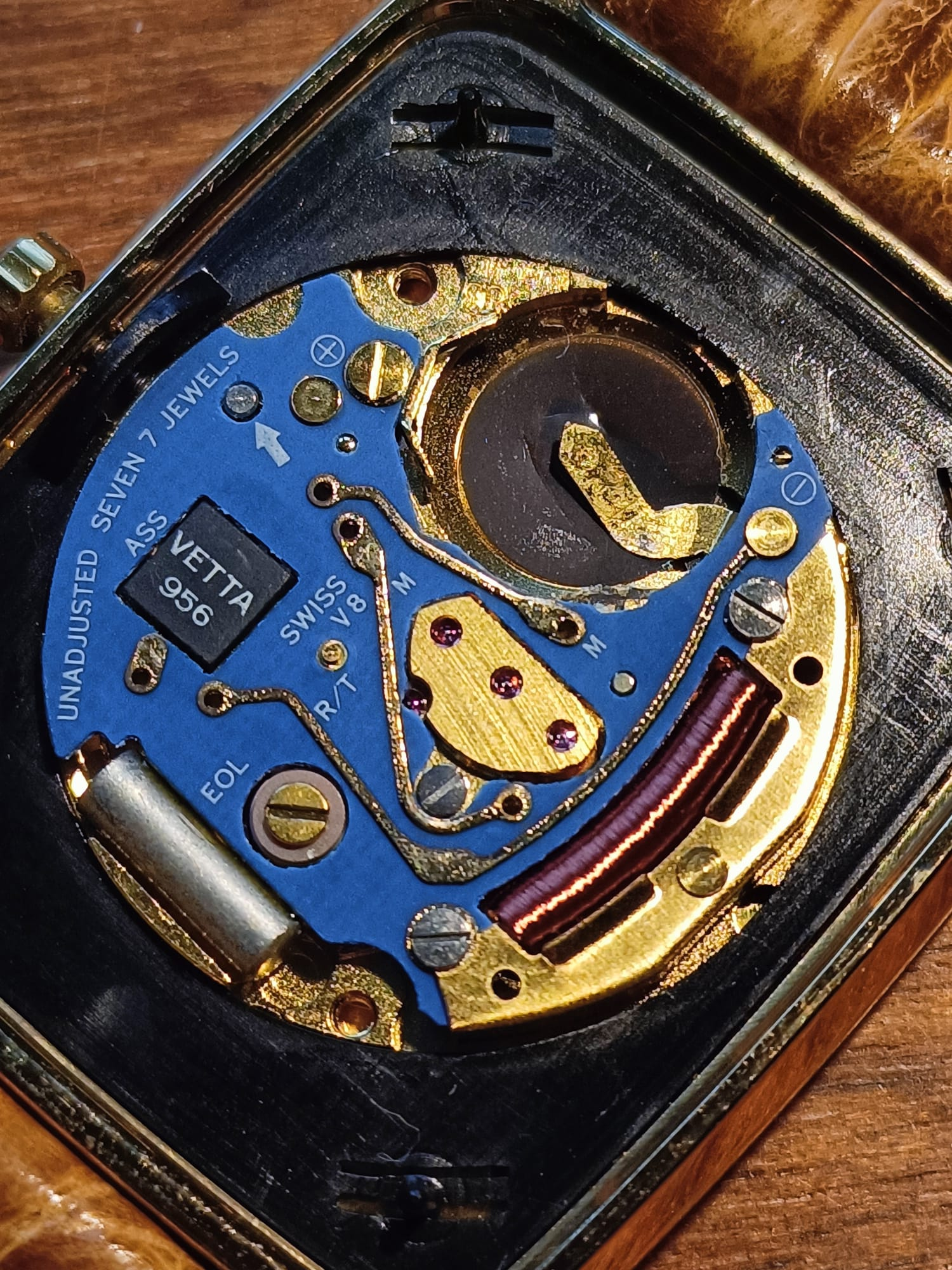
ETA 956.412 personalizzato Vetta, fine anni Ottanta

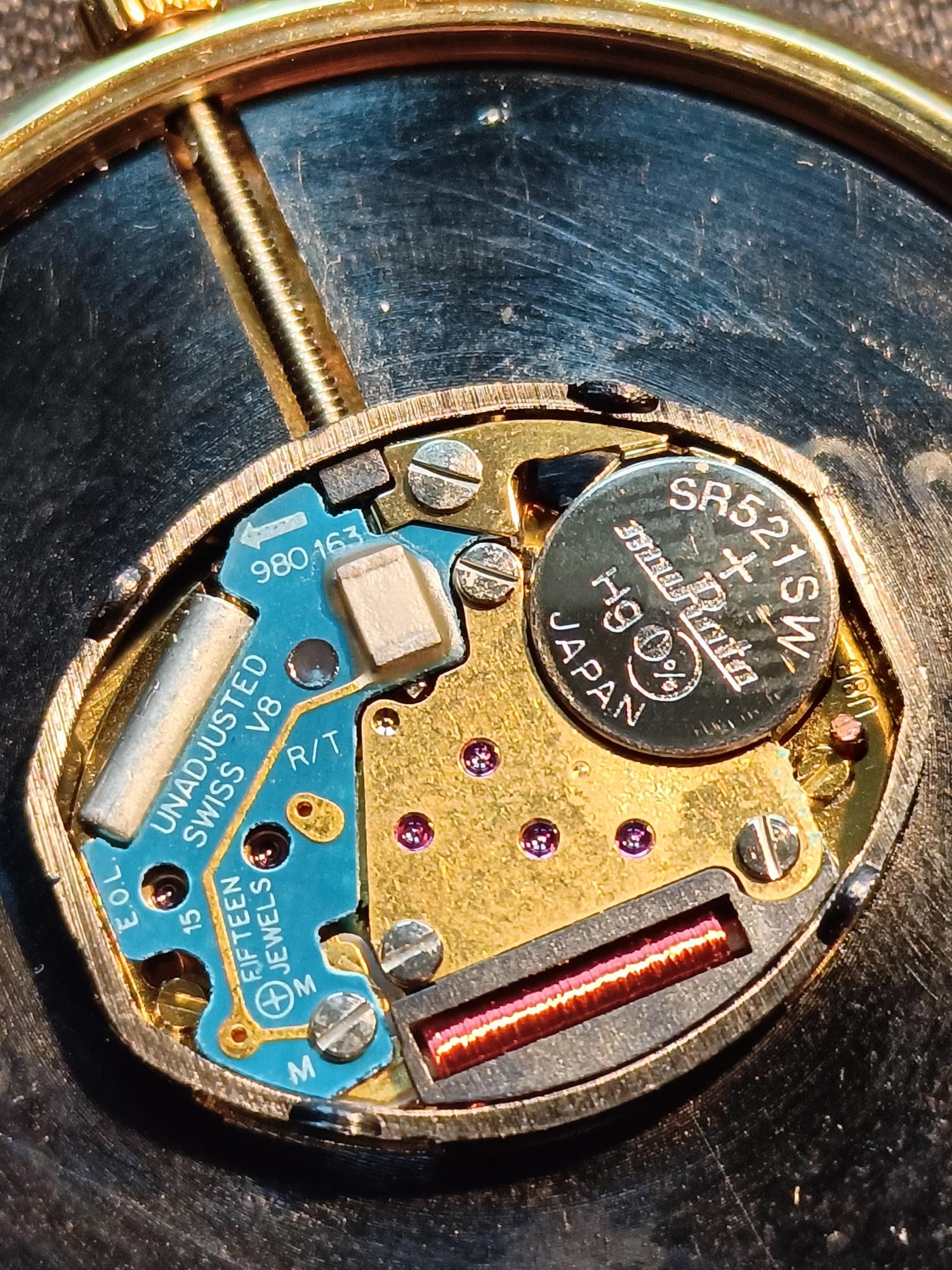
ETA 980.163, fine anni Ottanta

Negli anni 1980 si diffondono i movimenti al quarzo della famiglia 955 e 956, che progressivamente sostituiscono i più obsoleti ETA 9360 e derivati. Oltre che rotondi, vengono anche realizzati movimenti di forma, come nel caso dell'ETA 980.163. Alcuni di questi movimenti sono dotati della tecnologia EOL (End Of Life) che avvisa l'utente quando la batteria si sta scaricando. Diversi movimenti al quarzo realizzati sono stati costruiti per poter essere incassati in segnatempo dotati di display LCD.

### Attualità

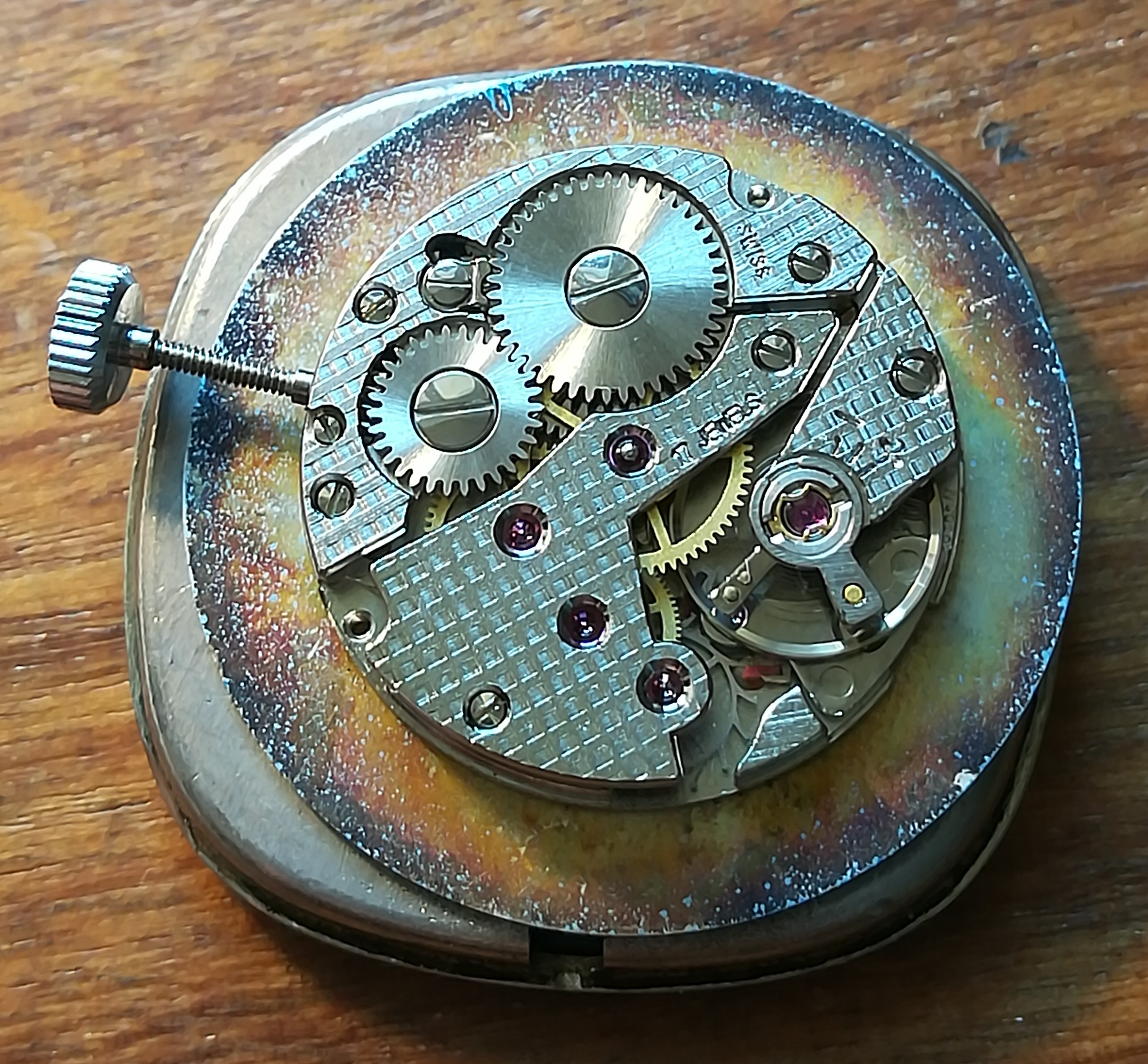
Movimento Unitas 6365N, 1970 circa

Nel 1998 SMH cambia nome in Swatch Group, ed ETA diventa il marchio centrale in ambito di fornitura di movimenti. Attualmente ETA fa parte dello Swatch Group e dal 2003 realizza calibri esclusivamente per le aziende facenti parte dello stesso gruppo. Al suo interno ci sono anche altre realtà orologiere, come Valjoux, Valgrange, Unitas e Peseux, le quali producono calibri a loro nome ma sotto la direzione di ETA. Oltre ai già citati 2824-2, 2836 e 2892, tra i vari calibri di largo utilizzo c'è anche l'ETA-Valjoux 7750 (e i suoi derivati), ininterrottamente prodotto da metà anni 1970, e molti altri, incassati in buona parte dei marchi facenti parte del gruppo Swatch adottando il silicio in molti calibri per la realizzazione di spirali antimagnetiche. Diversi movimenti ETA, come il 2824-2, il 2892 e il Valjoux 7750 hanno visto scadere i rispettivi brevetti, e così un'altra azienda del settore, Sellita, li ha riproposti sul mercato con piccole rivisitazioni e con nomi differenti fornendoli ad aziende esterne al gruppo Swatch.